# Ghetoul Litzmannstadt
Ghetoul Litzmannstadt (în germană Der jüdische Wohnbezirk in Litzmannstadt, cunoscut și ca Ghetoul Łódź) a fost al doilea ghetou ca dimensiune (după Ghetoul Varșovia) înființat pentru evreii și romii din Polonia ocupată de Germania nazistă. Situat în orașul Łódź, s-a intenționat inițial ca acesta să fie un punct de adunare temporar pentru evrei, apropiat de lagărul de exterminare Chelmno, dar ulterior s-a transformat într-un focar industrial important, care a furnizat provizii pentru Germania nazistă și mai ales pentru armata germană. Datorită productivității sale remarcabile, ghetoul a reușit să supraviețuiască până în august 1944, când restul populației a fost deportată la Auschwitz. Din punct de vedere cronologic, ghetoul Lodz a fost al doilea ghetou după ghetoul Piotrkow și ultimul ghetou din Polonia care a fost lichidat.
Suprafața clădită a ghetoului a fost de 2.5 km². În aria lui au fost înghesuiți peste 165.000 de locuitori evrei ai orașului Lodz si ai  împrejurimilor. Lor li s-a adăugat circa 40.000 evrei deportați din Germania, Austria și alte zone, precum și circa 7000  romi.
În total au trecut prin ghetoul Lodz 205.000 evrei. Circa 10.000 au supraviețuit războiul în alte locuri. La sosirea armatei sovietice mai erau în ghetou 877 deținuți.

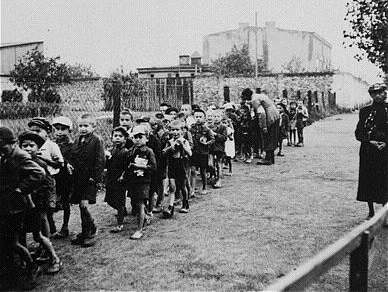
Copii din ghetoul Lodz deportați în lagărul de exterminare Chelmno